# Південні Альпи
Південні Альпи (офіційна назва: Південні Альпи / Ка Тірітірі о те Моана; англ. Southern Alps, маор. Kā Tiritiri o te Moana, також іноді — Новозеландські Альпи) — гірська система, що простягнулася вздовж більшої частини західного узбережжя Південного острова Нової Зеландії, досягаючи найбільших своїх висот у західній сторони хребта. Назва «Південні Альпи» зазвичай стосується всього ареалу гір, хоча окремі назви дають багатьом меншим ареалам, що входять до складу Альп. Найвищою вершиною гір і в цілому країни, є гора Кука (англ. Mount Cook),  мовою тубільного населення країни — Аоракі (маор. Aoraki). Її висота становить 3724 метри.

## Географія

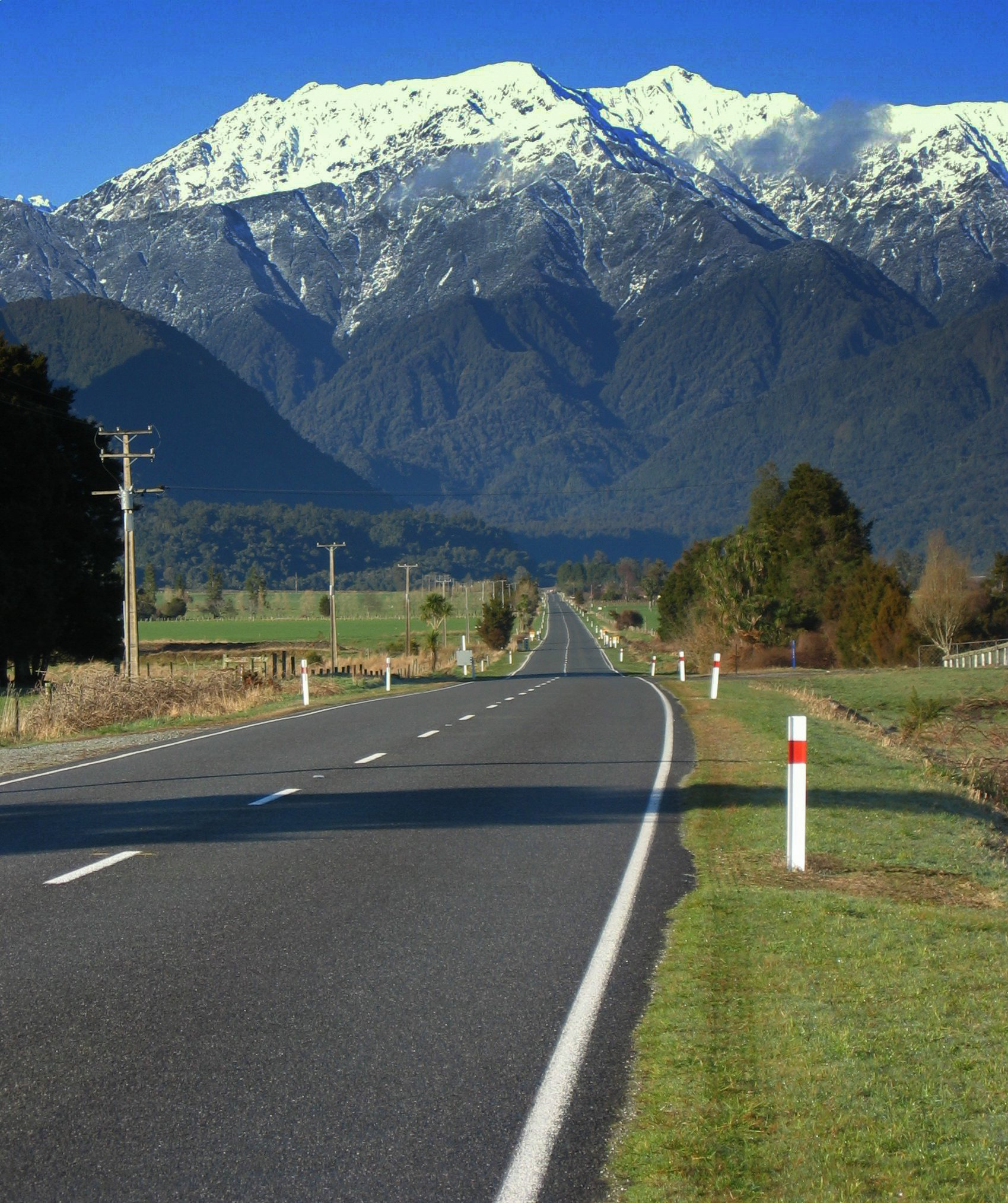
Вигляд Південних Альп з дороги біля села Гарі-Гарі, округ Вестленд

Південні Альпи включають Головний вододіл Південного острова, який відокремлює водозбірні басейни більш густонаселеної східної сторони острова від водозборів, що знаходяться на західному узбережжі. У політичному плані Головний вододіл утворює кордон між регіонами Марлборо, Кентербері та Отаго на південному сході і регіонами Тасмана та Вест-Кост на північному заході.
Південні Альпи простягнулися приблизно на 500 км вздовж острова, з північного сходу на південний захід. Їх найвища вершина — Аоракі / гора Кука, найвища точка Нової Зеландії — 3724 м. Південні Альпи включають двадцять чотири вершини, висота яких перевищує 3000 м (див. Список гір Нової Зеландії за висотою). Гірські хребти розділені навпіл льодовиковими долинами, багато з яких заповнені льодовиковими озерами на східній стороні, включаючи озеро Колридж на півночі до озера Вакатіпу в Отаго на півдні. Згідно з інвентаризацією, проведеною наприкінці 1970-х років, у Південних Альпах було зазначено понад 3000 льодовиків розміром більше одного гектара, найдовший з яких — льодовик Тасмана — 23 км в довжину, яка зменшилась з недавнього максимуму в 29 км у 1960-х роках.
Населені пункти охоплюють Квінстаун, Ванака, Маруя-Спрінгс, Омарама, спа-центр біля перевалу Льюїса, селище Перевал Артура, село Маунт-Кук та інші.
Основні переправи через Південні Альпи в автомобільній мережі Нової Зеландії охоплюють перевал Льюїс (державне шосе SH 7), перевал Артура (SH 73), перевал Гааст (SH 6) і дорога до села Мілфорд-Саунд (SH 94).
Південні Альпи так назвав капітан Джеймс Кук 23 березня 1770 року, який описав їх «неймовірну висоту». А ще раніше їх відзначив Абель Тасман у 1642 році, його опис західного узбережжя Південного острова часто перекладають як «високо піднята земля». Після прийняття Закону 1998 року про врегулювання претензій Нгаї Таху назву ареалу офіційно змінили на «Південні Альпи / Ка Тірітірі о те Моана».

### Гірські хребти
Південні Альпи є гірською системою, яка складається з безлічі великих і малих гірських хребтів та масивів. Основний і найвищий Центральний хребет (Південні Альпи), в якому особливо вирізняється хребет гори Кука / Аоракі, тягнеться практично на всю довжину гір, утворюючи Головний вододіл Південного острова і маючи свої назви окремих ділянок (як-от, наприклад, хребет гори Кука/Аоракі). Більшість гірських хребтів мають направлення з Північного сходу на Південний захід. Найбільші і найвідоміші гірські хребти Південних Альп:
- Центральний хребет (хребет гори Аоракі, гора Кука, 3724 м)[d]
- Ароарокаеге (г. Сефтон, 3151 м)
- Айкен (г. Франклін, 2145 м)
- Бальфур (г. Тейхельман, 3144 м)
- Бен Огау (г. Маука Атуа, 2557 м)
- Бернетт (г. Блекберн, 2409 м)
- Батлер (г. Лоупер-пік, 2485 м)
- Бертон (г. Елі-де-Бомонт, 3109 м)
- Мальте-Брун (г. Мальте-Брун, 3199 м)
- Сілі (г. Сілі, 2627 м)
- Фокс (г. Тасман, 3497 м).

### Гірські вершини

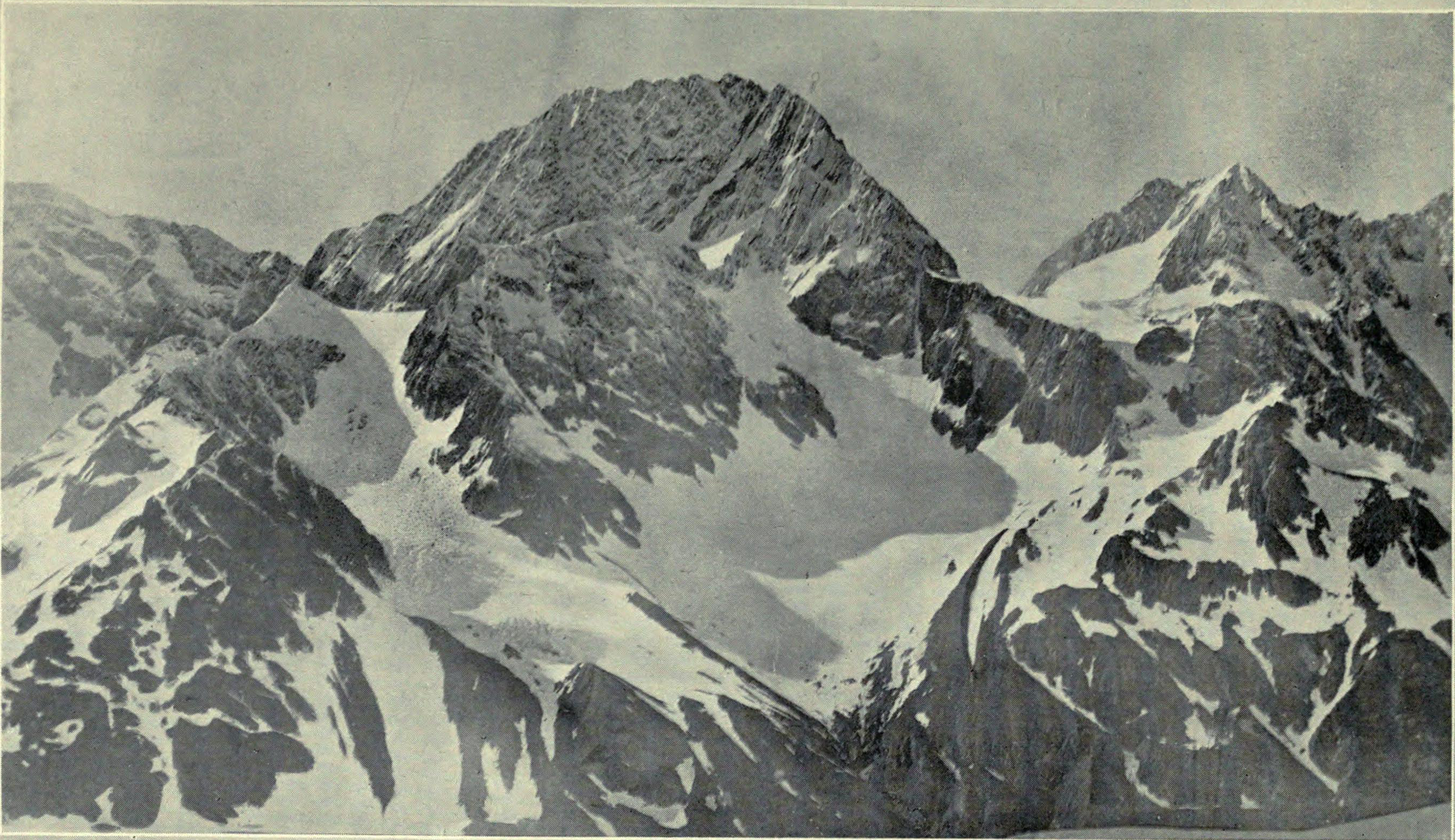
Мальте-Брун (3198 м) — в центрі.

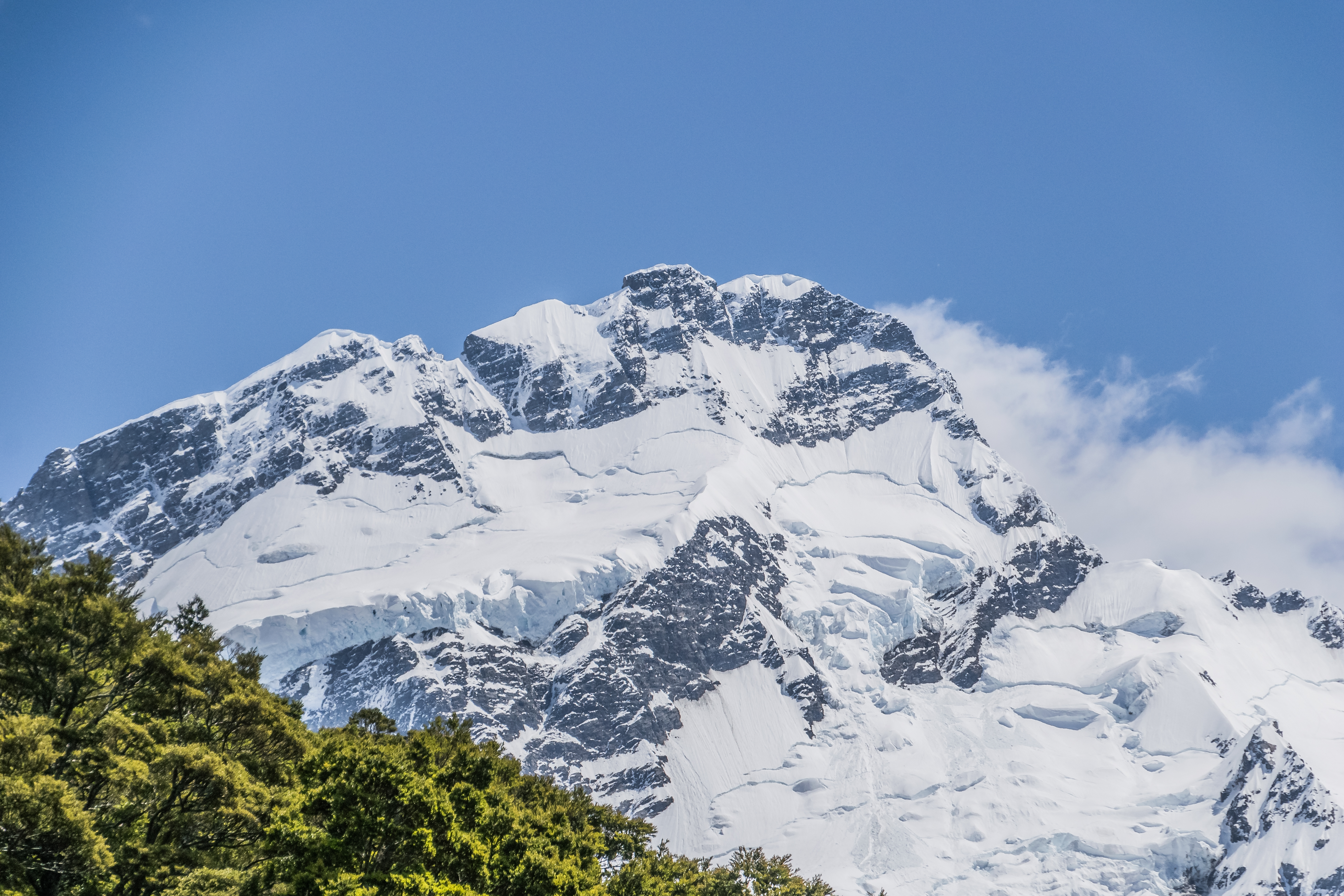
Сефтон (3151 м).

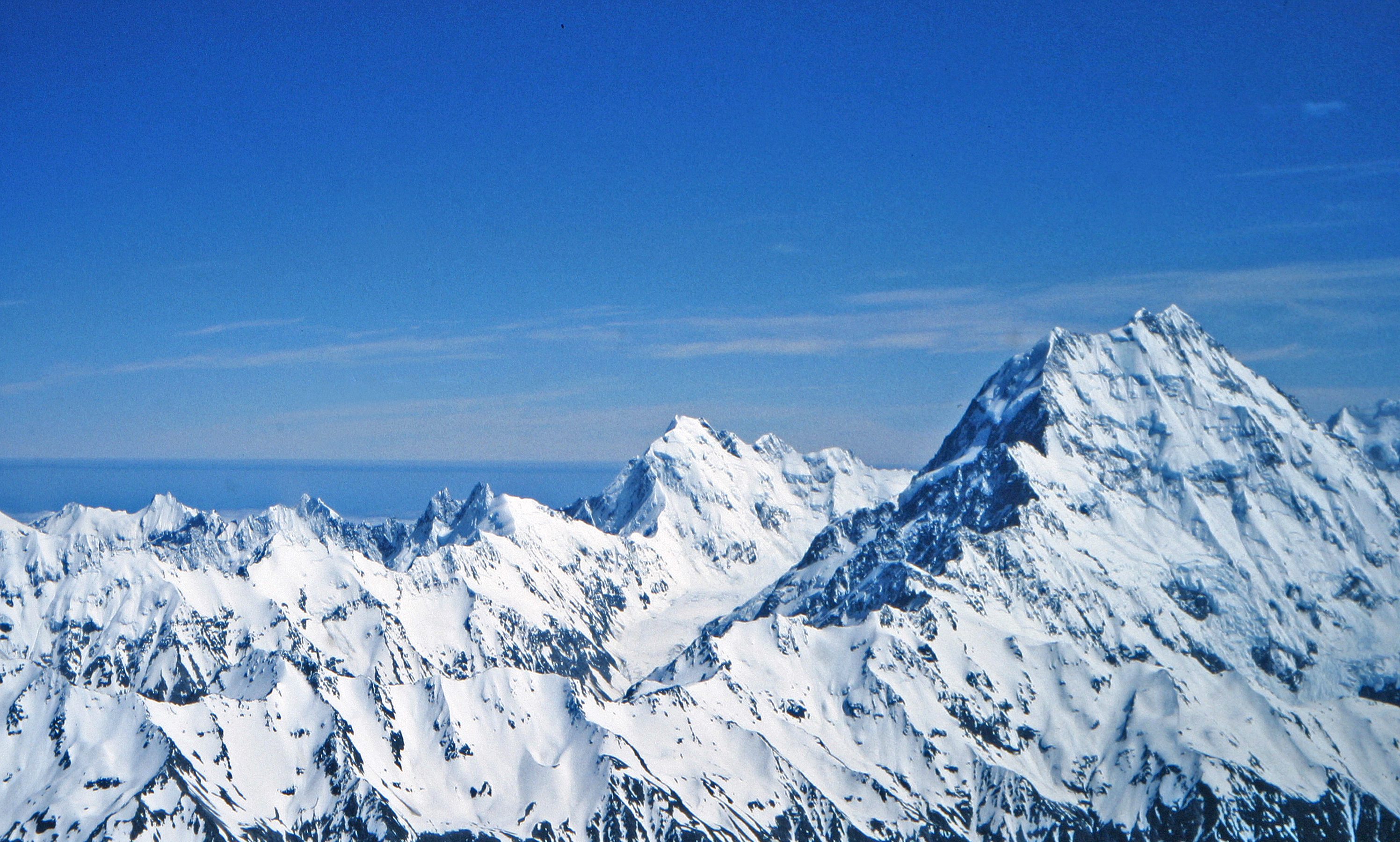
Лаперуз (3078 м) — в центрі, г. Кука (праворуч)

Усі вершини Нової Зеландії висотою понад 3000 м розташовані в Південних Альпах. Названих вершин нараховується двадцять чотири і практично всі вони розташовані в Центральному хребті або поряд із ним. З цих вершин десять мають відносну висотою не менше ніж 300 м, що відповідає спискам незалежних (самостійних) гір Нової Зеландії за критерієм оцінки Новозеландського альпійського клубу.
| Поз. рангу | Вершина             | Висота, м | Відносна висота, м | Ізоляція, км | Гірський хребет  | Найближча вища (батьківська) вершина |
| ---------- | ------------------- | --------- | ------------------ | ------------ | ---------------- | ------------------------------------ |
| 1          | Аоракі / Гора Кука  | 3724      | 3724               | 3140         | гори Кука/Аоракі | Мінто                                |
| 2          | Тасман              | 3497      | 519                | 3,2          | хр. Фокс         | Аоракі                               |
|            | Дампір              | 3440      | 92                 | 0,3          | гори Кука/Аоракі | Аоракі                               |
|            | Ванкувер            | 3309      | 20                 | 0,3          | гори Кука/Аоракі | Дампір                               |
|            | Сільбергорн         | 3300      | 35                 | 0,3          | гори Кука/Аоракі | Тасман                               |
| 3          | Мальте-Брун         | 3198      | 780                | 11,3         | Мальте-Брун      | Тасман                               |
|            | Гікс                | 3198      | 70                 | 0,5          | Півд. Альпи      | Дампір                               |
|            | Ленденфельд         | 3194      | 101                | 0,5          | Півд. Альпи      | Тасман                               |
|            | Грем                | 3184      | 14                 | 0,3          | Півд. Альпи      | Сільбергорн                          |
|            | Торрес-пік          | 3160      | 110                | 0,5          | хр. Фокс         | Тасман                               |
| 4          | Сефтон              | 3151      | 1063               | 11,9         | Ароарокаеге      | Аоракі                               |
|            | Тейхельман          | 3144      | 15                 | 0,1          | Бальфур          | Грем                                 |
|            | Гааст               | 3114      | 127                | 0,5          | Півд. Альпи      | Ленденфельд                          |
| 5          | Елі-де-Бомонт       | 3109      | 648                | 8,8          | Бертон           | Гааст                                |
| 6          | Лаперуз             | 3078      | 496                | 3,2          | Ароарокаеге      | Аоракі                               |
| 7          | Дуглас-пік          | 3077      | 318                | 2,7          | Ейрес            | Гааст                                |
|            | Гайдінґер           | 3070      | 160                | 1,1          | Ейрес            | Дуглас-пік                           |
|            | Магеллан            | 3049      | 20                 | 0,2          | Бальфур          | Тейхельман                           |
|            | Маласпіна           | 3042      | 10                 | 0,1          | Півд. Альпи      | Ванкувер                             |
| 8          | Мінарети            | 3040      | 560                | 5,2          | Півд. Альпи      | Елі-де-Бомонт                        |
| 9          | Аспайрінґ / Тітітеа | 3033      | 2471               | 130,6        | Півд. Альпи      | Сефтон                               |
| 10         | Гамільтон           | 3025      | 340                | 1,6          | Мальте-Брун      | Мальте-Брун                          |
|            | Пік Діксона         | 3004      | 60                 | 0,3          | Півд. Альпи      | Гааст                                |
|            | Глетчер-пік         | 3002      | 75                 | 0,6          | Півд. Альпи      | Дуглас-пік                           |

### Клімат

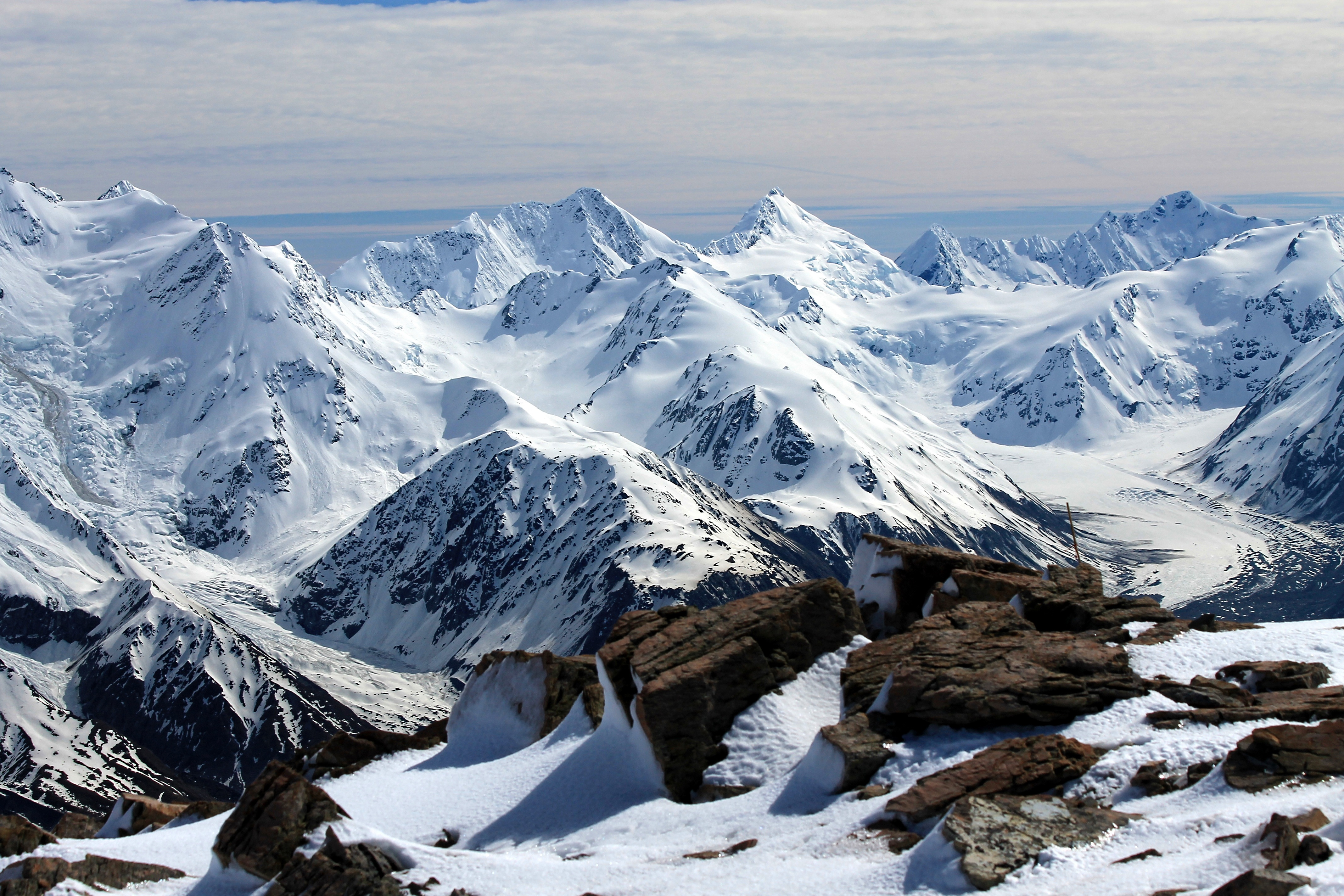
Південні Альпи взимку

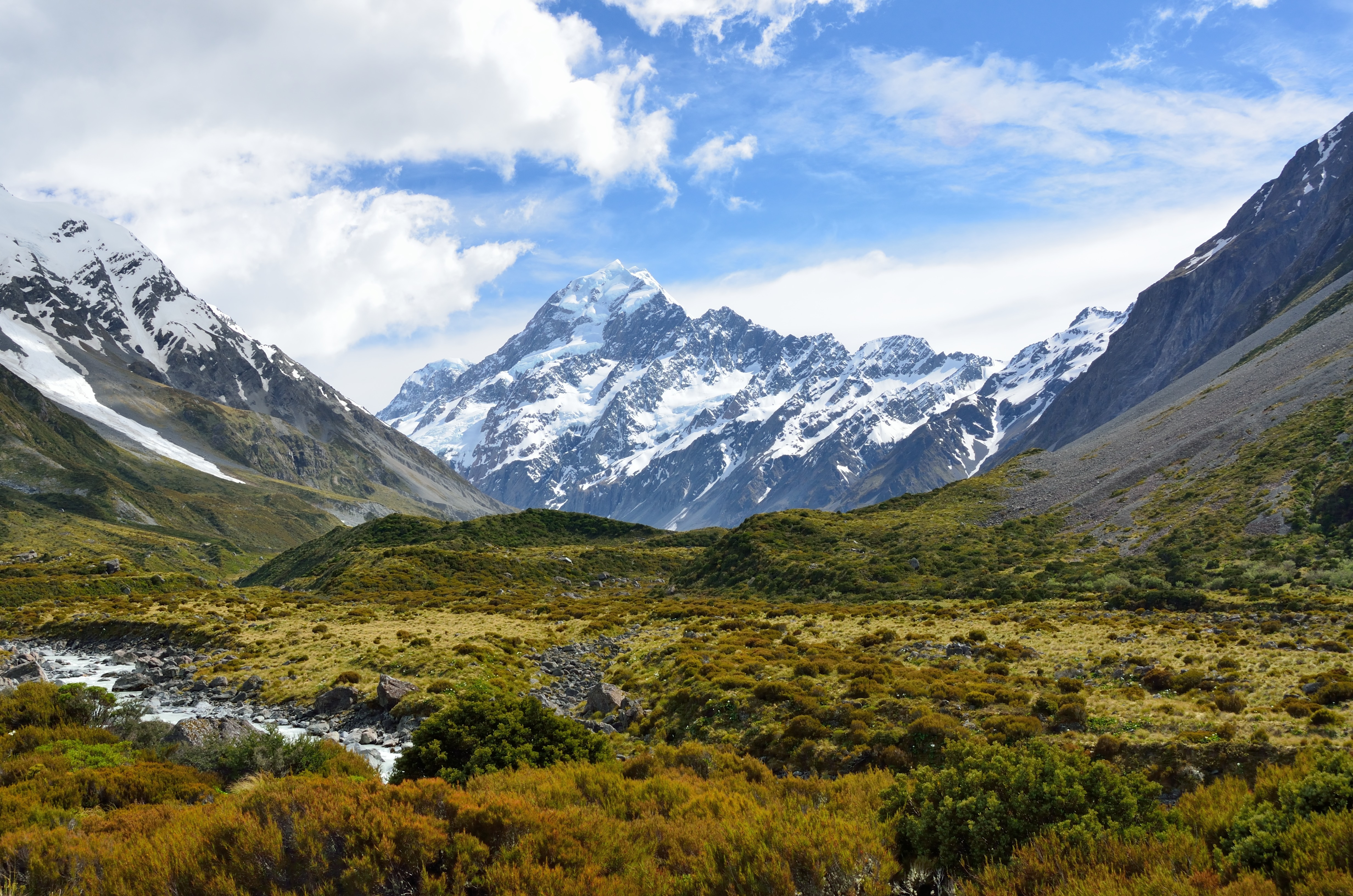
Вид на гору Кука, з Траса долини Гукер

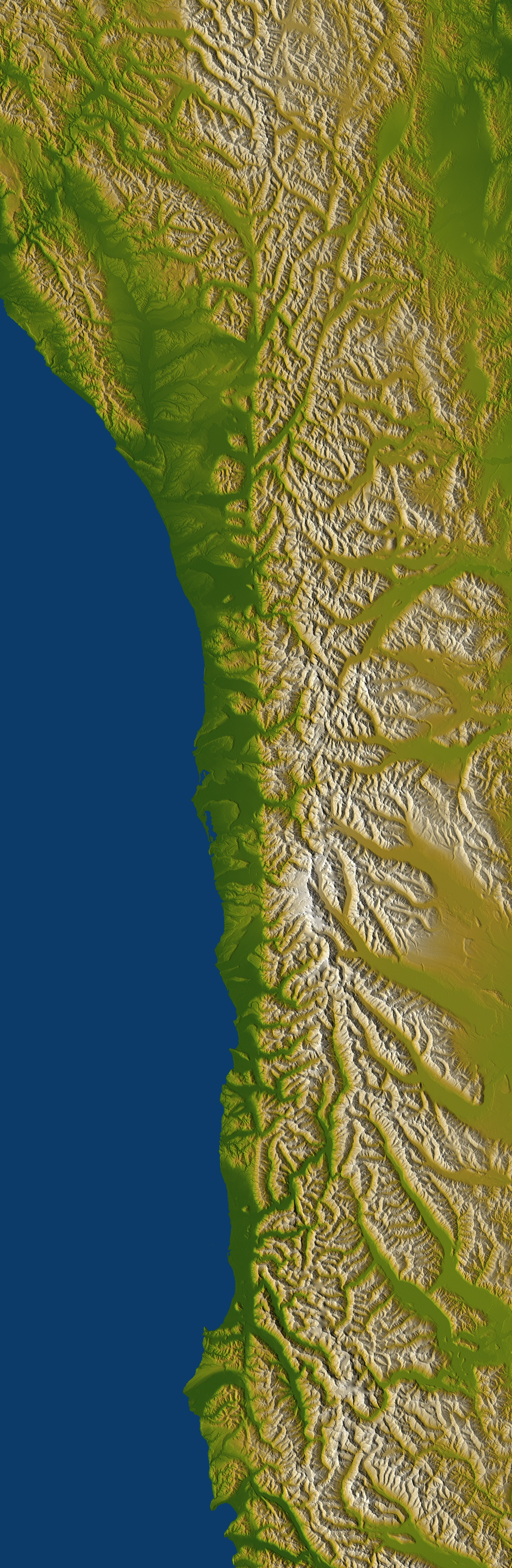
Затінене та кольорове зображення одержане за допомогою місії SRTM — показує модель висот Альпійського розлому Нової Зеландії, протяжністю близько 500 км. Обрив обрамляє ланцюг пагорбів, затиснутих між розломом та Південними Альпами. Північний схід знаходиться ближче до вершини

Нова Зеландія має вологий морський помірний клімат з південними Альпами, розташованими перпендикулярно до переважного західного потоку повітря. Річна кількість опадів сильно коливається в межах діапазону — від 3000 мм на Західному узбережжі, 15 000 мм близько до Головного вододілу, і до 1000 мм за 30 км на схід від Головного вододілу (в основному регіон Кентербері). Така велика кількість опадів сприяє зростанню льодовиків над лінією снігу. Великі льодовики та снігові поля можна знайти на захід або на ділянці Головного вододілу, а менші льодовики — на схід від нього (Див. Льодовики Нової Зеландії).
Завдяки своїй орієнтації, перпендикулярній до переважних західних вітрів, діапазон їх дії створює чудові умови для планеризму. Місто Омарама, яке розташоване з підвітряного боку гір, завоювало собі міжнародну репутацію завдяки ідеальним умовам для польотів планерів, а також розвитком таких видів зимового спорту, як ковзанярство та гірськолижний спорт. Домінуючі західні вітри також створюють погодну картину, відому як Північно-західна арка, в якій вологе повітря піднімається над горами, утворюючи дугу хмар на тлі блакитного неба. Такий погодний режим часто спостерігається влітку в Кентербері та Північному Отаго. «Нор'вестер» — це вітер-фен, схожий на Чинук, який дме в Канаді та США, де гірські хребти на шляху переважних вологих вітрів змушують повітря підніматися вгору, таким чином охолоджуючи повітря і конденсуючи вологу до дощу, викликаючи спекотні сухі вітри на низхідному напрямку з підвітряного боку гір.

## Геологія

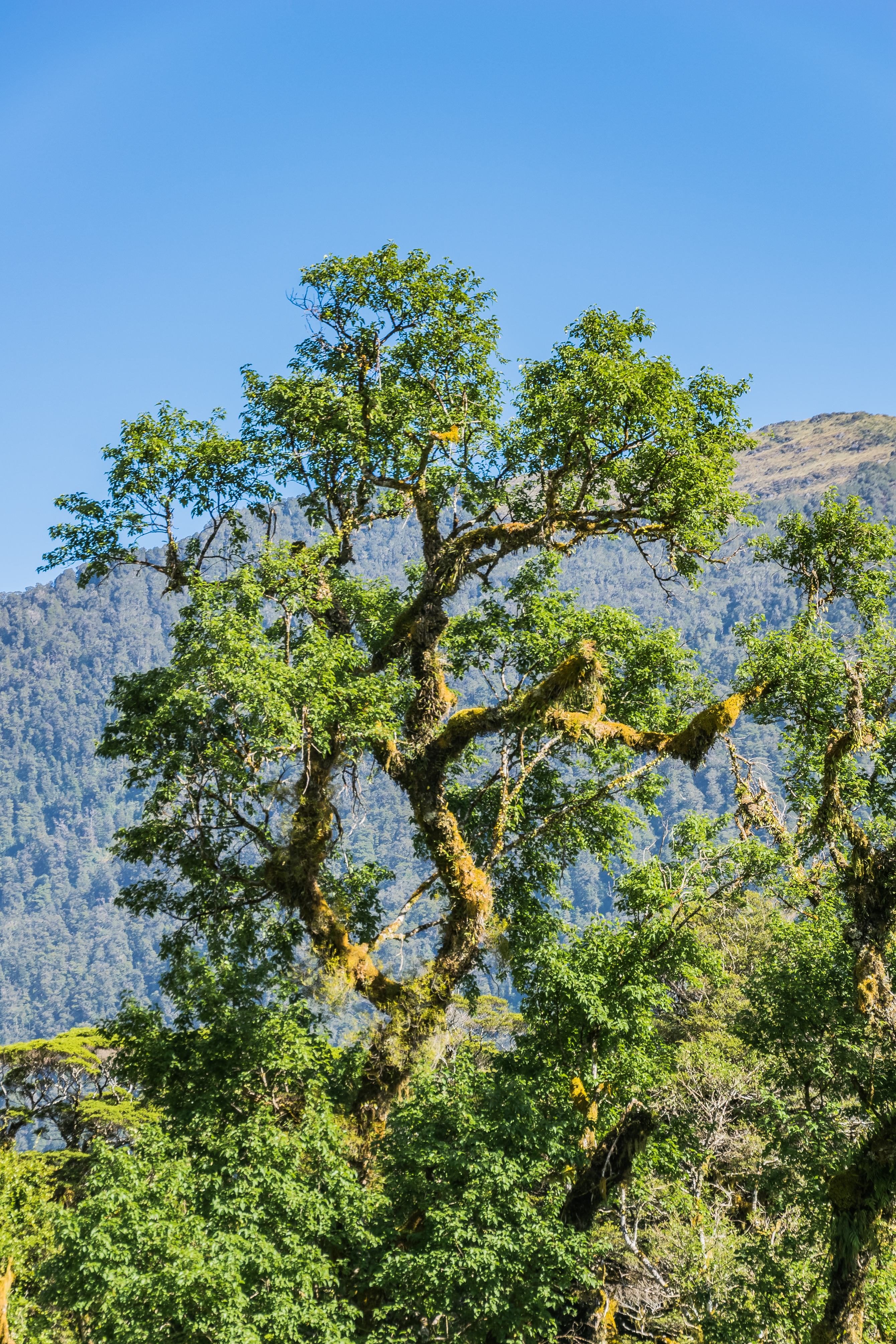
Фуксія екзортикатна в національному парку Маунт-Аспайрінґ

Південні Альпи лежать уздовж кордону геологічної плити, що є частиною Тихоокеанського вогняного кільця, при цьому Тихоокеанська плита на південному сході просувається на захід і стикається на північному заході з Індо-Австралійською плитою, яка рухається на північ. За останні 45 мільйонів років зіткнення підняло товщу скель на Тихоокеанській плиті на 20 км, утворюючи Альпи, хоча більша частина цього підняття було розмито. Підйом був найшвидшим за останні 5 мільйонів років, і гори продовжують підніматись сьогодні під впливом тектонічного тиску, що спричиняє землетруси на Альпійському розломі та інші розломи поблизу. Незважаючи на значне підняття, більшість відносних рухів уздовж Альпійського розлому є поперечними, а не вертикальними. Однак, значне падіння відбувається на межі плити на північ та схід від Північного острова, у западині Хікурангі та океанічному жолобі Кермадек. Передача руху від ударного прослизання на Альпійському розломі до рухомого ковзання в цих зонах субдукції на північ створює систему розломів Марлборо, що призвело до значного підйому в регіоні. Гори складені головним чином кристалічними сланцями; інтрузії гранітів та перидотитів.
У 2017 році велика міжнародна група вчених повідомила, що виявила під Ватароа, невеликим містечком на Альпійському розломі, «екстремальну» гідротермальну активність, «яка може бути дуже значною з комерційної точки зору».

## Флора
Гори багаті флорою: близько 25 % видів рослин країни зустрічаються над лінією дерев в середовищі існування альпійської рослинності і на пасовищах з гірськими буковими лісами на більш низьких височинах (на східній стороні, але не в окрузі Вестленд). Холодні схили, які постійно продуваються вітрами, над лінією дерев покриті вирубними ділянками. На сході Альпи спускаються до пасовищ болотистих луків Кентербері-Отаго. Рослини, адаптовані до альпійських умов, включають деревні чагарники, такі як гебе, Dracophyllum і копросма, хвойну снігову тотару і осокові трави. На західних навітряних більш вологих схилах, переважають вічнозелені ліси (листяні та хвойні), на східних підвітряних більш посушливих — посухостійкі чагарники і трави.

## Фауна

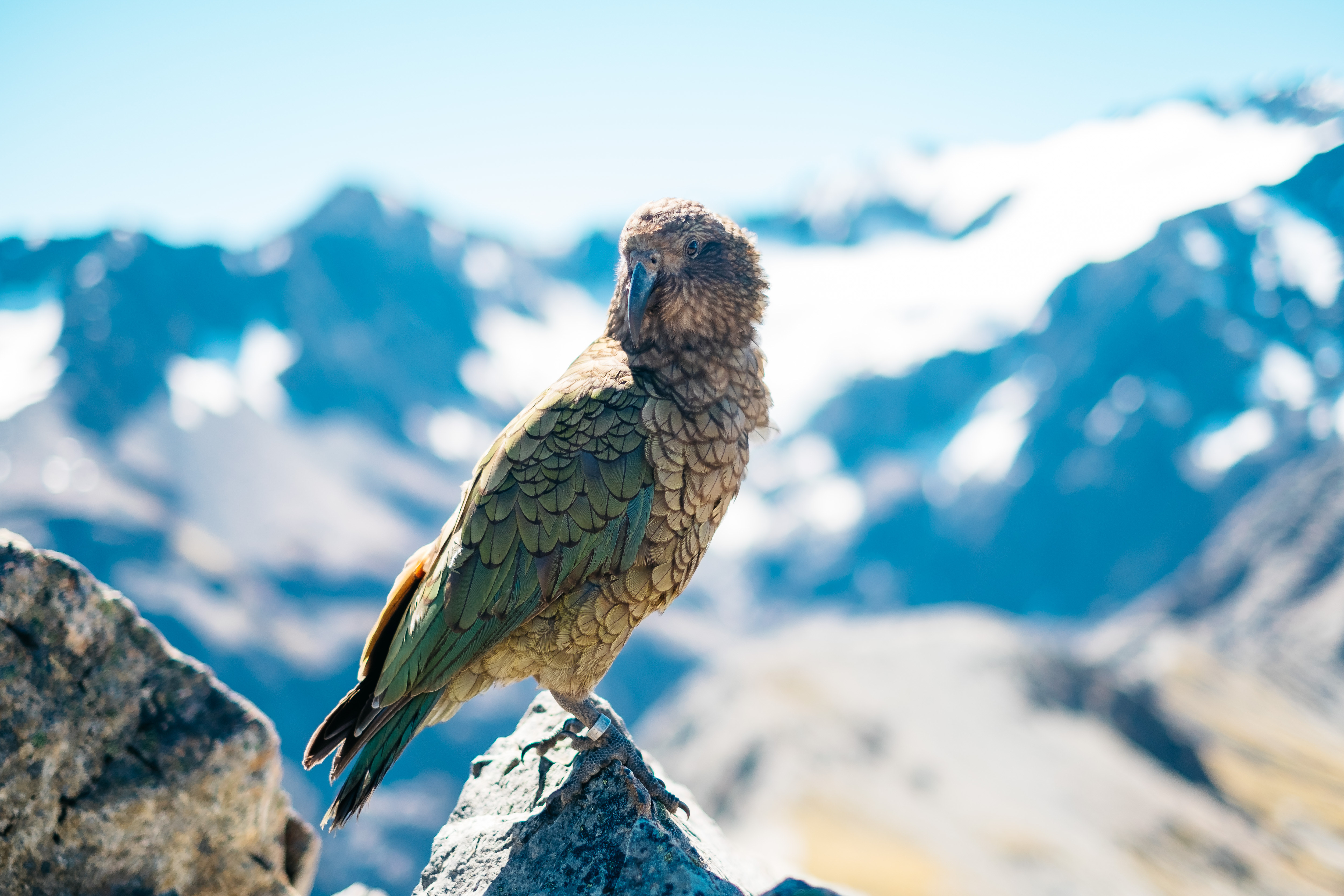
Папуга Кеа на перевалі Артура.

Жива природа гір включає ендемічних птахів, таких як скельний гонець (Xenicus gilviventris). Існує також ряд ендемічних комах, пристосованих до цих висот, особливо мухи, молі, жуки та бджоли. Букові ліси нижчих висот є важливим місцем проживання двох птахів; сірого ківі (Apteryx haastii) та південно-острівного білоголового нестора (Nestor meridionalis meridionalis). Кеа (Nestor notabilis) можна знайти в лісових передгір'ях, а також на більш високих, холодних висотах. Це єдиний у світі альпійський папуга і колись на нього полювали як на шкідника.

## Загрози та збереження
Гори важкодоступні і зберігають свою природну рослинність. Значна частина ареалу добре охороняється у складі різних національних парків, зокрема: Національного парку Вестленд Таї Поутіні, Національного парку Маунт-Аспайрінґ та Національного парку Аоракі / Маунт-Кук або заповідних територій, таких як Лісовий парк Озера Самнер. На місцевий рослинний світ впливають інтродуковані (завезені) тварини, такі як благородний олень (Cervus elaphus), сарна (Rupicapra rupicapra) та гімалайський тар (Hemitragus jemlahicus), всі вони час від часу ставали об'єктами винищення, в той час як птахи та плазуни уразливі для завезених хижаків.

## Нотатки
1. ↑  Гори, які мають відносну висоту вершини, за різними джерелами (класифікаціями) не менше: 300 м — у Новій Зеландії; 500 м — у більшості країн світу; 600 м — у США і навіть 1500 м — ультра-піки і відповідно не відносяться до гірського масиву найближчої вищої гори, тобто є незалежними (самостійними) вершинами.
2. ↑  Тут приведені гори висотою понад 3000 м з відносною висотою вершини не менше 300 м (985 футів), що повністю відповідає спискам незалежних (самостійних) гір[a] Нової Зеландії[1] за критерієм оцінки Новозеландського альпійського клубу.
3. ↑  Гірський хребет гори Кука / Аоракі, найвища ділянка Південних Альп, Південного острова і Нової Зеландії. Окрім високих вершин, таких як: Дампір (3440 м), Ванкувер (3309 м), Сільбергорн (3300 м), тут розташована найвища вершина країни — гора Кука (3724 м), яка має кілька допоміжних вершин, найвищі з яких: Аоракі Середній пік (3717 м) та Аоракі Низький пік (3593 м).
4. ↑  Тут і далі, в цьому підрозділі (Гірські хребти), приведені назви і висоти найвищих вершин вказаного гірського хребта.
5. ↑  Вершини на зображенні підписані за допомогою використання графічних об'єктів мови розмітки HTML (див. «Карту зображень»). Для прочитання нави, достатньо навести курсор на вершину.
6. ↑  Тут і дальше в таблиці, вершини без поз. рангу, мають відносну висоту менше 300 м, не є самостійними вершинами і відносяться до масиву більш вищої самостійної вершини.
7. ↑  Хребет Південні Альпи позначається для вершин, які лежать на Центральному (основному) хребті і не відносяться до будь-якої названої меншої ділянки гірського хребта або масиву.
8. ↑  Вирубне поле або сопкове поле являє собою середовище схилу, зазвичай альпійського або тундрового, де динаміка температурного режиму (цикли замерзання та відлиги) і вітру породжує характерні форми рослин у проміжках осипів.